# Polyglypta costata
Polyglypta costata är en insektsart som beskrevs av Hermann Burmeister. Polyglypta costata ingår i släktet Polyglypta och familjen hornstritar.

## Underarter
Arten delas in i följande underarter:
- P. c. nigridorsis
- P. c. major